# Corythalia
Corythalia is een geslacht van spinnen uit de familie springspinnen (Salticidae).

## Soorten
De volgende soorten zijn bij het geslacht ingedeeld:
- Corythalia alacris (Peckham & Peckham, 1896)
- Corythalia albicincta (F. O. P.-Cambridge, 1901)
- Corythalia arcuata Franganillo, 1930
  - Corythalia arcuata fulgida Franganillo, 1930
- Corythalia argentinensis Galiano, 1962
- Corythalia argyrochrysos (Mello-Leitão, 1946)
- Corythalia banksi Roewer, 1951
- Corythalia barbipes (Mello-Leitão, 1939)
- Corythalia bicincta Petrunkevitch, 1925
- Corythalia binotata (F. O. P.-Cambridge, 1901)
- Corythalia blanda (Peckham & Peckham, 1901)
- Corythalia brevispina (F. O. P.-Cambridge, 1901)
- Corythalia bryantae Chickering, 1946
- Corythalia canalis (Chamberlin, 1925)
- Corythalia chalcea Crane, 1948
- Corythalia chickeringi Kraus, 1955
- Corythalia cincta (Badcock, 1932)
- Corythalia circumcincta (F. O. P.-Cambridge, 1901)
- Corythalia circumflexa (Mello-Leitão, 1939)
- Corythalia clara Chamberlin & Ivie, 1936
- Corythalia conformans Chamberlin & Ivie, 1936
- Corythalia conspecta (Peckham & Peckham, 1896)
- Corythalia cristata (F. O. P.-Cambridge, 1901)
- Corythalia cubana Roewer, 1951
- Corythalia diffusa Chamberlin & Ivie, 1936
- Corythalia electa (Peckham & Peckham, 1901)
- Corythalia elegantissima (Simon, 1888)
- Corythalia emertoni Bryant, 1940
- Corythalia excavata (F. O. P.-Cambridge, 1901)
- Corythalia fimbriata (Peckham & Peckham, 1901)
- Corythalia flavida (F. O. P.-Cambridge, 1901)
- Corythalia gloriae Petrunkevitch, 1930
- Corythalia grata (Peckham & Peckham, 1901)
- Corythalia hadzji Caporiacco, 1947
- Corythalia heliophanina (Taczanowski, 1871)
- Corythalia insularis Ruiz, Brescovit & Freitas, 2007
- Corythalia iridescens Petrunkevitch, 1926
- Corythalia latipes (C. L. Koch, 1846)
- Corythalia locuples (Simon, 1888)
- Corythalia luctuosa Caporiacco, 1954
- Corythalia metallica (Peckham & Peckham, 1895)
- Corythalia modesta Chickering, 1946
- Corythalia murcida (F. O. P.-Cambridge, 1901)
- Corythalia neglecta Kraus, 1955
- Corythalia nigriventer (F. O. P.-Cambridge, 1901)
- Corythalia nigropicta (F. O. P.-Cambridge, 1901)
- Corythalia noda (Chamberlin, 1916)
- Corythalia obsoleta Banks, 1929
- Corythalia opima (Peckham & Peckham, 1885)
- Corythalia panamana Petrunkevitch, 1925
- Corythalia parva (Peckham & Peckham, 1901)
- Corythalia parvula (Peckham & Peckham, 1896)
- Corythalia peckhami Petrunkevitch, 1914
- Corythalia penicillata (F. O. P.-Cambridge, 1901)
- Corythalia placata (Peckham & Peckham, 1901)
- Corythalia porphyra Brüning & Cutler, 1995
- Corythalia pulchra Petrunkevitch, 1925
- Corythalia quadriguttata (F. O. P.-Cambridge, 1901)
- Corythalia roeweri Kraus, 1955
- Corythalia rugosa Kraus, 1955
- Corythalia serrapophysis (Chamberlin & Ivie, 1936)
- Corythalia spiralis (F. O. P.-Cambridge, 1901)
- Corythalia spirorbis (F. O. P.-Cambridge, 1901)
- Corythalia squamata Bryant, 1940
- Corythalia sulphurea (F. O. P.-Cambridge, 1901)
- Corythalia tristriata Bryant, 1942
- Corythalia tropica (Mello-Leitão, 1939)
- Corythalia ursina (Mello-Leitão, 1940)
- Corythalia valida (Peckham & Peckham, 1901)
- Corythalia vervloeti Soares & Camargo, 1948
- Corythalia voluta (F. O. P.-Cambridge, 1901)
- Corythalia walecki (Taczanowski, 1871)
- Corythalia xanthopa Crane, 1948